# Meuccio Ruini
Pour les articles homonymes, voir Ruini.
Meuccio Ruini, pseudonyme de Bartolomeo Ruini (Reggio d'Émilie, 14 décembre 1877 – Rome, 6 mars 1970 ) est un homme politique italien, président du Sénat en 1953 et sénateur à vie à partir de 1963.

## Biographie

### De l'entrée en politique aux postes gouvernementaux
Après avoir obtenu une licence en droit à l'université de Bologne, il entre dans l'administration d'État en 1899 et devient en 1912 directeur général pour le Mezzogiorno au ministère des Travaux publics. En ce qui concerne la question méridionale, il préconise, comme Francesco Saverio Nitti de Lucanie, un plan national qui stimulerait l'expansion productive du pays et réduirait ainsi l'écart entre le Mezzogiorno et le reste de l'Italie.
En 1904, il avait rejoint l'aile réformiste du parti socialiste italien (Partito Socialista Italiano - PSI) et, en 1907, il fut élu conseiller municipal à Rome et conseiller provincial à Reggio d'Émilie. En 1913, il est élu député de la liste radicale (Parti radical italien - Partito Radicale Italiano - PRI) dans la circonscription de Castelnovo ne' Monti, ce qui entraîne une rupture avec le parti socialiste. La même année, il est nommé conseiller d'État.
Il participe au débat sur la participation de l'Italie à la Première Guerre mondiale sur des positions fièrement interventionnistes et, au début du conflit, il s'engage comme volontaire, ce qui lui vaut les éloges de Francesco Saverio Nitti à la Chambre des députés et du général Armando Diaz, et la médaille d'argent pour la valeur militaire. En 1917, il entre dans le gouvernement Orlando comme sous-secrétaire à l'Industrie, au Commerce et au Travail et occupe ce poste jusqu'en 1921, également sous le gouvernement Nitti I. Aux élections de novembre 1919, il est réélu député de la liste radicale. Dans l'éphémère gouvernement Nitti II, qui est resté en fonction du 22 mai au 10 juin 1920, il a occupé le poste de ministre des Colonies.

### Opposition au fascisme
Opposé ouvertement au fascisme, Ruini a lancé une campagne courageuse contre le régime dans les colonnes du quotidien Il Mondo. En novembre 1924, bien que n'étant pas parlementaire, il rejoint l'opposition lors de la sécession de l'Aventin, puis l'Union nationale (Unione Nazionale) de Giovanni Amendola. En 1927, il est évincé du Conseil d'État, contraint d'abandonner toute activité politique et privé de la pratique du droit et de l'enseignement, vivant d'une modeste pension. Il se consacre ensuite principalement à des études historiques.
En 1942, il fonde le Démocratie du travail (Democrazia del Lavoro - DL)  dans la clandestinité avec Ivanoe Bonomi, dont il est également le secrétaire. À la chute du fascisme, il fait partie des promoteurs du Comité des forces antifascistes, puis du Comité de libération nationale (Comitato di Liberazione Nazionale - CLN) représentant la Democrazia del Lavoro. Il devient membre du Conseil national.
Il est ministre sans portefeuille dans le gouvernement Bonomi II (juin-décembre 1944) et ministre des Travaux publics dans le gouvernement Bonomi III (décembre 1944-juin 1945). Il est ensuite ministre de la Reconstruction des terres libérées de l'ennemi dans le gouvernement Parri (juin-décembre 1945). Depuis janvier 1945, il était entre-temps devenu président du Comité interministériel pour la reconstruction (Comitato interministeriale della ricostruzione - CIR) et président du Conseil d'État, qu'il présida jusqu'à ce qu'il atteigne la limite d'âge le 14 décembre 1947. Son conseiller économique et chef de cabinet est le jeune économiste Federico Caffè.

### Député à l'Assemblée constituante
Le 2 juin 1946, il est élu député à l'Assemblée constituante et devient président de la "Commission des 75", chargée de rédiger le texte constitutionnel. Il est reconnu, en tant que président de la Commission des 75, comme un médiateur entre les différentes instances politiques et sociales qui se sont manifestées lors de la rédaction de la Constitution.

### La présidence du Sénat
En vertu de la troisième disposition transitoire et finale de la Constitution, Meuccio Ruini, qui avait été député pendant trois législatures sans compromis avec le fascisme, devient sénateur de droit dans la première législature de la République italienne et rejoint le Groupe mixte.
Fin connaisseur des règlements parlementaires, il est élu le 24 mars 1953 président du Sénat en remplacement de Giuseppe Paratore, qui avait démissionné la veille alors que l'obstruction parlementaire des oppositions était en cours pour contrecarrer la tentative de la majorité d'approuver une réforme électorale contestée. Dans son discours d'investiture, il a déclaré :
"J'affronte ce travail avec la même fermeté que celle avec laquelle je suis allé, avec mes cheveux déjà gris, dans le Karst".
(Sénat de la République, procès-verbal de la séance du 25 mars 1953)
Pendant les quelques jours où il a exercé la présidence - le Parlement devait être dissous par le Président de la République le 4 avril - il a été sévèrement critiqué pour son attitude lors du débat sur la loi sur la fraude. Peu avant que le texte de loi soit soumis au vote sans discussion des amendements - la majorité avait en effet posé la question de confiance sur la mesure - l'ancien président de l'Assemblée constituante Umberto Terracini, membre du groupe communiste, lui a déclaré :
"Je me permets de vous demander, Monsieur le Président, si dès cet instant vous avez, par un acte d'autorité, annulé le règlement du Sénat de la République. Il s'agit de savoir comment je dois me comporter dans l'exercice du mandat pour lequel je siège dans cette Assemblée".
(Sénat de la République, procès-verbal de la séance du 26 mars 1953, p. 40777)
Le lendemain, une fois la mesure approuvée, alors que les forces majoritaires applaudissaient la manière dont le président du Sénat avait conduit les travaux de la chambre malgré le climat de tumulte, les groupes parlementaires du Parti communiste italien (Partito Comunista Italiano - PCI) et du Parti socialiste italien (Partito Socialista Italiano - PSI) confiaient conjointement à la presse un communiqué très sévère dans lequel ils annonçaient leur intention de dénoncer Ruini pour attentat contre la constitution de l'État (art. 283 du code pénal) et attentat contre les organes constitutionnels (art. 289).

### Après la présidence
Aux élections de 1953, Meuccio Ruini ne se représente pas au Parlement, annonçant son retrait de la politique active et son engagement à développer l'étude théorique des questions ouvertes par la nouvelle Constitution républicaine, ce qui aboutit à la fondation de la série I quaderni della Costituzione.
En 1957, cependant, il est nommé premier président du Conseil national de l'économie et du travail (Consiglio nazionale dell'economia e del lavoro - CNEL), qu'il préside jusqu'en mai 1959. Du CNEL Ruini "peut être considéré comme le père".
Le 2 mars 1963, le Président de la République Antonio Segni le nomme sénateur à vie " pour avoir illustré le Pays avec de hauts mérites dans le domaine scientifique et social ". Il exerce nominalement son mandat dans la troisième législature (au moment de sa nomination, le Parlement avait déjà été dissous et les élections convoquées pour le 28 avril), puis dans les quatrième et cinquième législatures. Le 5 juin 1968, lors de la séance inaugurale du Sénat, en tant que sénateur le plus âgé, il a été président provisoire jusqu'à l'élection d'Amintore Fanfani. Il est décédé à l'âge de 92 ans le 6 mars 1970. Il a été enterré dans le cimetière de Canossa, dans la province de Reggio d'Émilie.

## Curiosités
Meuccio Ruini appartenait à la franc-maçonnerie, il a été initié à la loge Rienzi à Rome le 5 mai 1901,.
Au cours d'une séance animée du Sénat, il est frappé à la tête par un banc, arraché de son siège par un membre de l'Assemblée. Il n'a pas subi de conséquences graves.
Son fils Carlo était un économiste du travail estimé, professeur à l'université Sapienza de Rome et condisciple de Federico Caffè.

## Principales fonctions
- Ministre des Travaux publics du royaume d'Italie
- Ministre des Colonies du royaume d'Italie
- Conseiller d'État
- Député de la XXIVe legislature du royaume d'Italie
- Député de la XXVe legislature du royaume d'Italie
- Député de la Consulta Nazionale
- Député de l'Assemblée constituante de la République italienne
- Sénateur à vie

## Décorations honorifiques
- - Chevalier grand-croix de l'ordre du Mérite de la République italienne - 2 juin 1958[11]

- - Chevalier grand-croix décoré du grand cordon de l'ordre colonial de l'Étoile d'Italie - arrêté royal du 1er juin 1922[12].

- - Médaille d'argent de la valeur militaire

## Sources
- (it) Cet article est partiellement ou en totalité issu de l’article de Wikipédia en italien intitulé « Meuccio Ruini » (voir la liste des auteurs).